# علی سند النعیمی
علی سند النعیمی (انگلیسی: Ali Sanad؛ زادهٔ ۳۱ اکتبر ۱۹۸۶) یک بازیکن فوتبال اهل قطر است.

## باشگاهی
از باشگاه‌هایی که در آن بازی کرده‌است می‌توان به السد، العربی قطر، الخور، الجیش قطر اشاره کرد.

## تیم ملی
وی همچنین در تیم ملی فوتبال قطر بازی کرده است.